# Белица (река в Поморавието)
Вижте пояснителната страница за други значения на Белица.
Белица е река в Поморавието, ляв приток на Велика Морава.
Извира от Църни връх в Гледачките планини и се влива при Ягодина в Морава. Дълга е 26 km.
Регионът по течението на реката също се нарича Белица.